# Качки

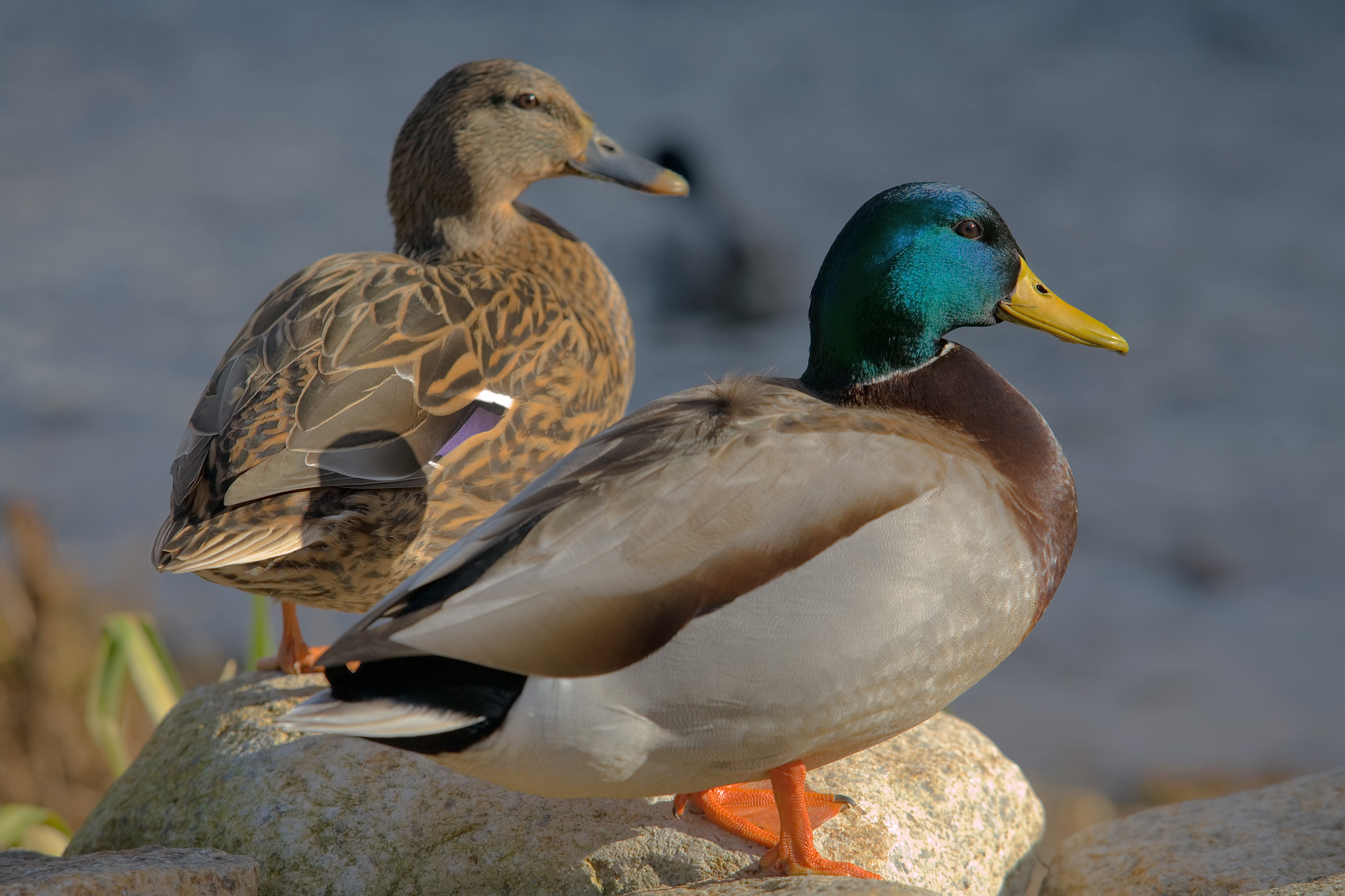
Качка (самиця) та селезень (самець) крижня.

Ка́чка, ву́тка, ути́на чи у́тиця — поширена назва багатьох видів птахів родини качкових. Це позатаксономічна група птахів. До качок належать галагази, черні (нирки), річкові качки, шавкуни, крехи й інші. Все це птахи середніх або невеликих розмірів із короткою шиєю та цівкою, покритою спереду поперечними щитками. Забарвлення пір'я різноманітне, багато видів мають особливе «дзеркальце» на крилах. Для ряду видів, особливо північних, характерний різко виражений статевий диморфізм у період розмноження, що виявляється найчастіше в різному забарвленні пір'я самця та самиці. У більшості видів линяння відбувається двічі на рік: літнє — повне, осіннє — часткове. На позначення самців качок часто використовують окремі терміни — се́лезень, се́лех, ка́тир або ка́чур. Дитинча качки називають кача́м (каченя́м), утя́м (утеня́м) або кряча́м.
Качки поширені по цілому світу. Деякі види, переважно в помірних і арктичних широтах північної півкулі є перелітні, тоді як інші, особливо в тропіках, ні. Деякі качки, зокрема Австралії, де кількість опадів непостійна, шукають тимчасові озера й водойми, що формуються після дощу.
Часто вони є об'єктом промислу людей або розводяться у сільському господарстві. Домашні качки походять від крижня. Інший одомашнений вид качок — мускусна качка.

## Етимологія
Українська назва птаха качка, має скоріше за все звуконаслідувальне походження, пов'язане з вигуком ках. Менш обґрунтована версія виведення слова з пол. Katarzyna, чеськ. Kateřina («Катажина, Катерина»), і тлумачення східнослов'янських форм як полонізмів (від kaczka).
Діалектне вутка (д.-рус. уты, род. відм. утъве) походить від прасл. *ǫty, род. відм. *ǫtъve і далі від пра-і.є. *anət-. Споріднене з назвами цього птаха в багатьох індоєвропейських мовах: лит. ántis, прусськ. antis, давн.в-нім. anut, лат. anas, дав.-гр. νήσσα, νήττα.

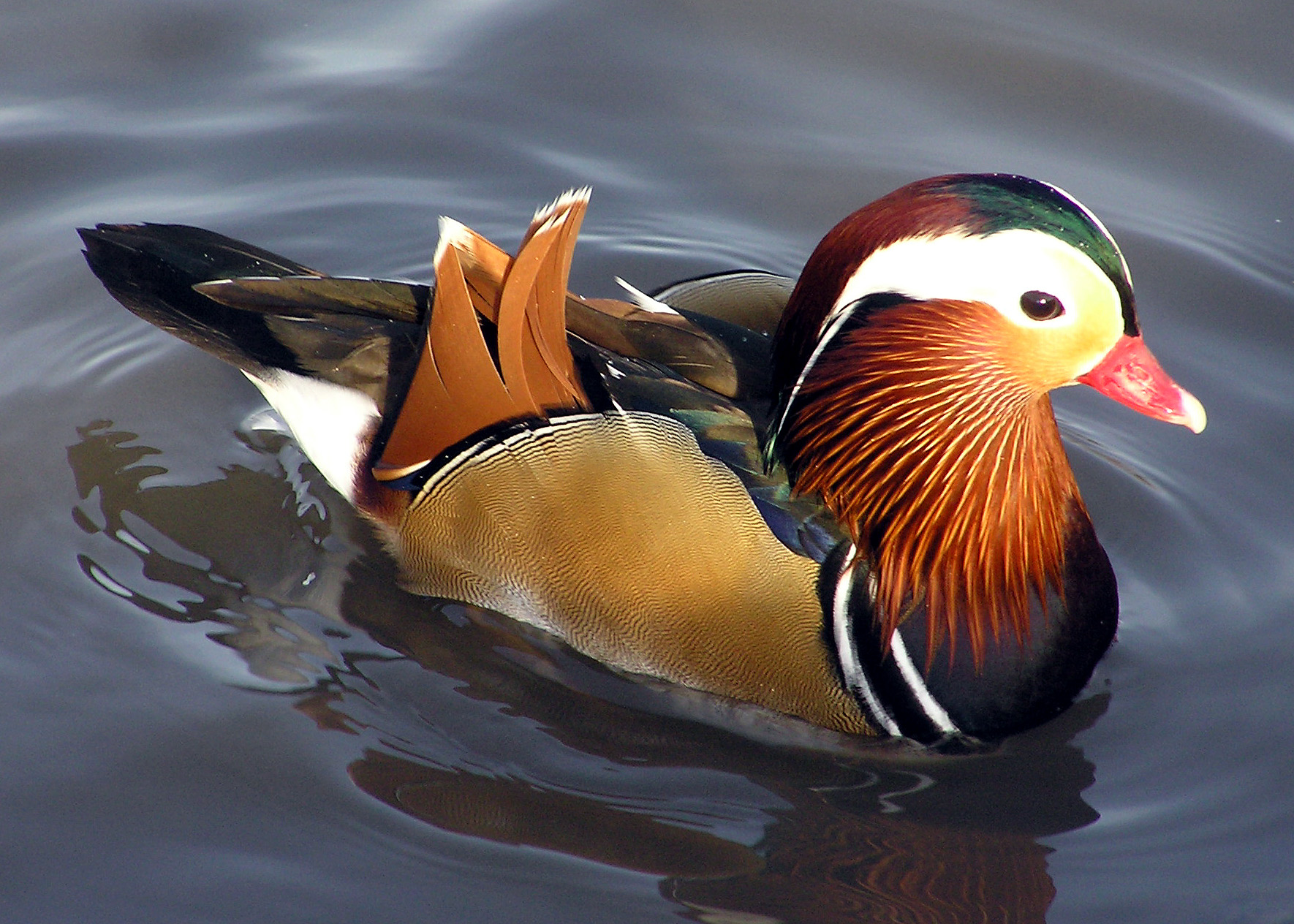
Мандаринка

## Морфологія
Загальний вигляд тіла качок витягнутий та широкий, вони мають відносно довгу шию, хоча і не таку довгу, як гуси, чаплі, чорногузи чи лебеді. Форма тіла качок які пірнають, дещо відрізняється тим, що вона більш округла. Дзьоб зазвичай широкий і містить зубчасті перегородки, які особливо добре виражені у видів, що харчуються способом проціджування. Лускаті ноги сильні і добре розвинені та, як правило, дуже відсунуті назад щодо тіла. Крила дуже сильні і, як правило, короткі та загострені, а політ качок вимагає швидких безперервних ударів крил, які потребують своєю чергою розвинених м'язів. Багато видів качок тимчасово безкрилі під час линяння; в цей час вони шукають захищене середовище проживання з хорошими запасами харчів. Це линяння зазвичай передує перельоту на зимівлю.
У селезнів північних видів, часто буває неабияке яскраве оперення, але влітку вони  линяють, що надає їм більш жіночний вигляд — оперення тьмянішає. Види, що мешкають на півдні, зазвичай мають менший статевий диморфізм.

## Поведінка
Качки харчуються різною їжею, такою як: трави, водорості, риба, комахи, дрібні земноводні, черви та дрібні молюски.
Плавучі качки харчуються на поверхні води або на суші, чи настільки глибоко під водою, наскільки вони можуть досягти, повернувшись вертикально вниз головою, не занурюючись повністю. Уздовж краю дзьоба є гребенеподібна перегородка (лат. pecten). Вона дозволяє воді бризкати з боків дзьоба, і затримувати будь-яку їжу. Перегородка також використовується, щоб доглядати пір'я або тримати слизькі предмети чи їжу.

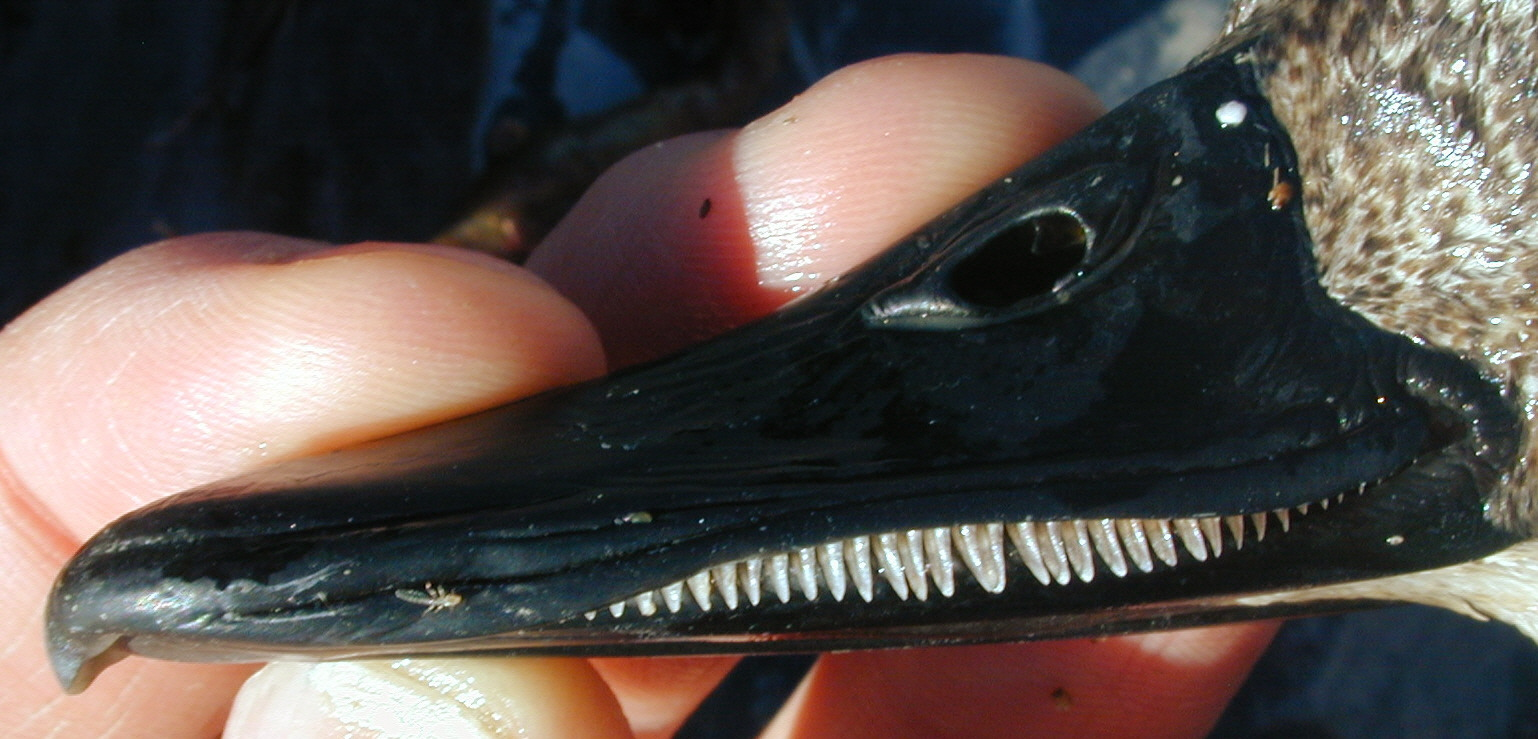
Зубчаста перегородка Pecten

Пірнальні та морські качки добувають корм глибоко під водою. Щоб легше занурюватися у воду, ниркові качки мають більшу вагу і тому їм складніше злетіти.
Кілька поширених видів качок, пристосовані для відлову великої риби — інші мають характерний широкий плоский дзьоб, придатний для днопоглиблювальних робіт, таких як витягування водоростей, викопування черв'яків і дрібних молюсків з бруду, пошук личинок комах і виймання землі, утримання, поворот голови і ковтання в'юнких жаб.

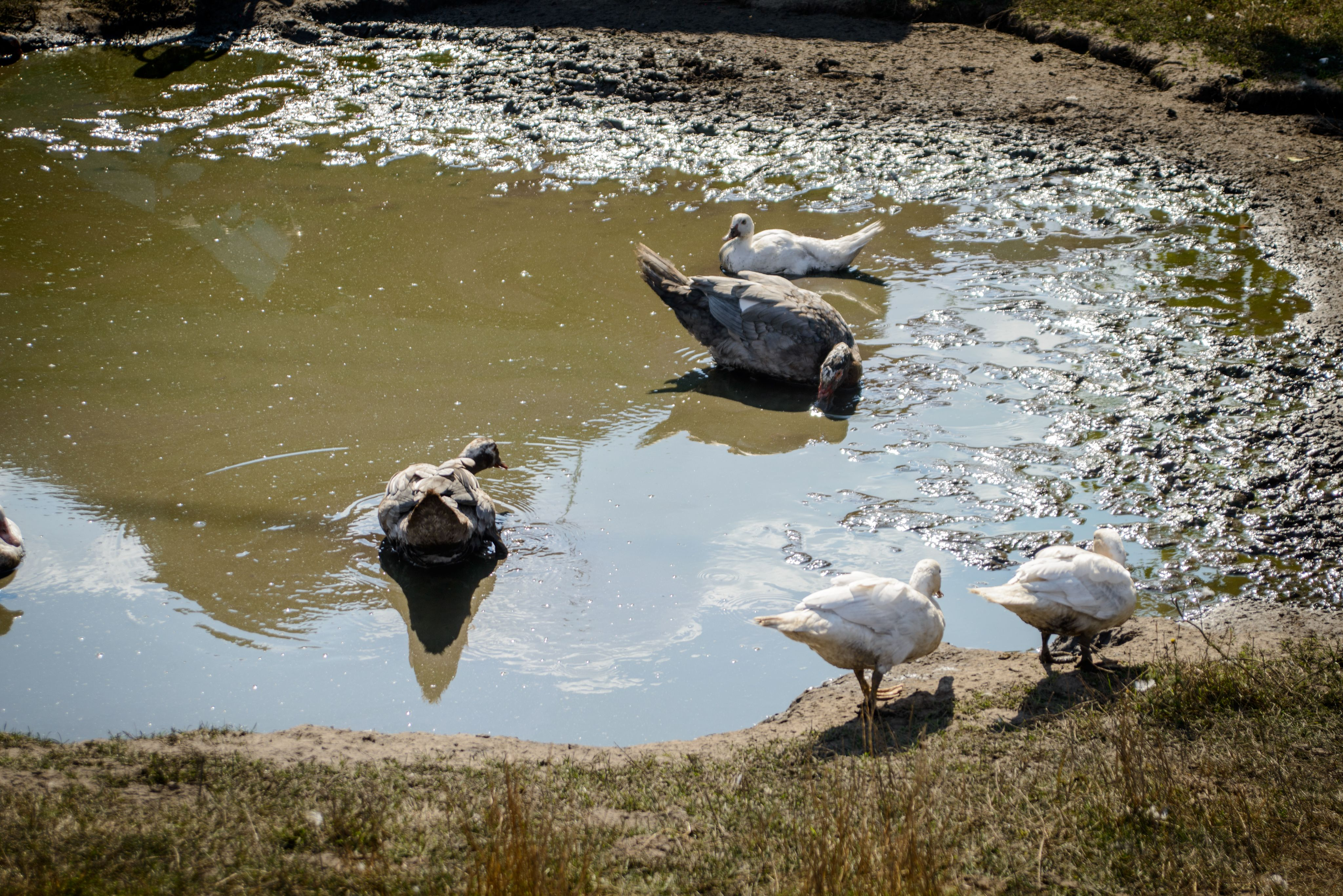